# Monpazier
Monpazier település Franciaországban, Dordogne megyében. Lakosainak száma 442 fő (2022. január 1.). Monpazier Marsalès, Capdrot és Gaugeac községekkel határos.

## Népesség
A település népességének változása:
| Lakosok száma | 656  | 533  | 531  | 533  | 548  | 502  | 473  | 459  | 452  | 442  |
|               | 1968 | 1982 | 1990 | 2006 | 2013 | 2015 | 2017 | 2019 | 2020 | 2022 |